# 그레고리 마셜
그레고리 마셜(Gregory Marshall, 1939년 4월 4일 ~ 1989년 10월 2일)은 미국의 영화배우, 텔레비전 배우이다.
로스앤젤레스군에서 태어났으며 오렌지에서 사망하였다.

## 영화
- 삼총사의 아들 (1952년)
- 푸른 면사포 (1951년)
- 발티모어의 모험 (1949년)
- 이혼의 아이들 (1946년)
- 드라큐라의 집 (1945년)
- 캡틴 에디 (1945년)